# Asteriscus graveolens
Asteriscus graveolens là một loài thực vật có hoa trong họ Cúc. Loài này được (Forssk.) Less. mô tả khoa học đầu tiên năm 1832.